# Battaglia di San Martino (Pontremoli)
La Battaglia di San Martino è un quadro di Raffaele Pontremoli del 1897, conservato nel Museo del Risorgimento di Asti a Palazzo Ottolenghi.